# Taapsee Pannu
Taapsee Pannu (née le 1er août 1987) est une actrice indienne, connue pour son travail dans les films télougous, tamouls, malayalams et hindis. Taapsee Pannu a travaillé comme ingénieure logiciel puis comme mannequin avant de devenir actrice. Au cours de sa carrière de mannequin, elle est apparue dans plusieurs publicités. 
Taapsee Pannu a fait ses débuts au cinéma dans le film télougou de 2010 Jhummandi Naadam, réalisé par K. Raghavendra Rao. Depuis lors, elle est apparue dans de nombreux films acclamés par la critique, tels que Confrontations, Vastadu Naa Raju et Mr. Perfect. Son film tamoul Aadukalam a remporté six prix nationaux du cinéma lors du 58e National Film Awards. Elle a également travaillé sur un film en malayalam et a signé pour trois films en télougou et plusieurs films en hindi. Aux Edison Awards de 2014, elle a reçu le prix d'interprète féminine la plus enthousiaste pour son interprétation dans le film tamoul Arrambam (2013). En 2015, elle a joué dans le film Baby qui a connu un succès critique et commercial. Elle a ensuite joué dans le drame Pink (2016), le film de guerre The Ghazi Attack (2017), la comédie Judwaa 2 (2017), le drame judiciaire Mulk (2018), le thriller Badla (2019) et le drame Mission Mangal (2019).

## Carrière

### Enfance et mannequinat
Taapsee Pannu est née le 1er août 1987 à New Delhi,,. Elle est d'origine pendjabi. Elle a fait ses études à l'école publique Mata Jai Kaur à Ashok Vihar, Delhi. Après avoir obtenu son diplôme d'ingénieur en informatique de l'Institut de technologie Guru Tegh Bahadur à New Delhi, elle a travaillé comme ingénieure logiciel,. Elle est devenue mannequin à temps plein après avoir été sélectionnée sur audition pour le télé-crochet de Channel V, Get Gorgeous, qui l’a finalement amenée à monter sur les planches. En tant que mannequin, elle a fait des campagnes pour des marques telles que Reliance Trends, Red FM 93.5, UniStyle Image, Coca-Cola, Motorola, Pantaloon, Cinémas PVR, Standard Chartered Bank, Dabur, Airtel, Tata Docomo, World Gold Council, Havells et Vardhman. Elle a également fait la une des magazines Just For Women et MaaStars,. Au bout de quelques années, elle a perdu tout intérêt pour mannequinat, pensant que cela ne pourrait jamais lui offrir une véritable reconnaissance, contrairement au cinéma, auquel elle a finalement décidé de se consacrer.

### 2010-2015: Débuts et reconnaissance

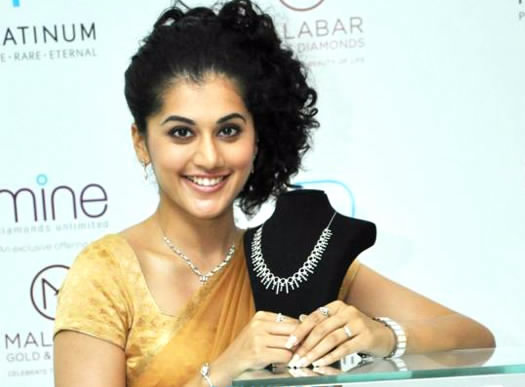
Taapsee Pannu en 2011 lors du lancement de la nouvelle gamme de bijoux Malabar

Taapsee Pannu a fait ses débuts au cinéma en 2010 avec K. Raghavendra Rao dans la comédie musicale romantique Jhummandi Naadam. Elle a joué le rôle de la fille d'un millionnaire arrivé aux États-Unis depuis l'Inde pour y faire des recherches sur la musique traditionnelle télougou. Taapsee Pannu a reçu trois autres offres en télougou avant la sortie du film. Avec Aadukalam (2011), elle fait ensuite ses débuts dans le cinéma tamoul. Elle y joue le rôle d'une jeune fille anglo-indienne tombant amoureuse d'un homme de la campagne interprété par Dhanush. Le film, situé dans le contexte de Madurai, tourne autour des combats de coqs. Il a été acclamé par la critique et a remporté six prix nationaux du film lors de la 58e cérémonie de remise des prix. S'exprimant sur son rôle, une critique de Sify a déclaré: « Taapsee Pannu est une découverte prometteuse et elle convient parfaitement au personnage d'une jeune fille anglo-indienne au T. ». Elle est revenue dans l'industrie du film télougou avec Vastadu Naa Raju (2011) aux côtés de Vishnu Manchu. Plus tard dans l'année, elle fait une incursion dans le cinéma malayalam avec Doubles (2011), aux côtés de Mammootty et Nadiya Moidu. Paresh C Palicha de Rediff a commenté: « Taapsee Pannu, en Saira Banu, dont l'entrée en scène devient la pomme de discorde entre les frères et sœurs, n'a rien de remarquable à faire ». 
« Au départ, je voulais être mannequin à plein temps et je ne pensais pas pouvoir jouer. Au fil du temps, le mannequinat est devenu moins excitant et agréable, car poser devant un appareil photo est devenu monotone. J'ai aussi senti que mon nom n'était pas mis en avant. Il ne l'était que dans les films. J’ai donc voulu jouer. »
 Taapsee Pannu a joué un court rôle dans M. Perfect (2011). Dans ce film au succès modéré, elle joue aux côtés de Prabhas et de Kajal Aggarwal. Elle a joué aux côtés de Ravi Teja et Kajal Aggarwal dans un film à gros budget intitulé Veera (2011) ayant reçu des critiques modérées. Elle a ensuite été vue dans son deuxième film tamoul Vandhaan Vendraan, qui a recueilli des critiques mitigées et qui n’a pas fait bonne figure au box-office. Son film suivant fut Mogudu de Krishna Vamsi, dans lequel elle joue le rôle de fille télougou traditionnelle aux côtés de Gopichand et obtenait des éloges de la part des critiques pour son interprétation. Elle a travaillé sur le film Gundello Godari bilingue tamoul-télougou, intitulé Maranthen Mannithen en tamoul, à l'exception de Daruvu et de Shadow,,. Elle a également fait ses débuts à Bollywood avec Chashme Baddoor où elle partage l'écran avec Siddharth, Rishi Kapoor, Divyendu Sharma et Ali Zafar. Le film est un remake du film homonyme de 1981,,. Taapsee Pannu a également été approché pour doubler la voix de l'actrice hollywoodienne Katee Sackhoff dans les versions tamoule, télougou et hindi du film de science-fiction Riddick, mais a décliné l'offre en raison de ses engagements antérieurs. En 2013, elle a été vue dans le thriller d'action à gros budget Arrambam, avec Ajith Kumar et Arya. Lors de l'édition 2014 des Edison Awards, elle a reçu le prix de l'interprète féminine la plus enthousiaste pour sa performance dans le film. 
Après une année sans sortie, elle a joué avec Akshay Kumar dans le film Baby (2015) de Neeraj Pandey, où elle joue le rôle de l'agent secret Shabana Khan. Plus tard, elle a joué dans deux films tamouls, la comédie d’horreur Muni 3, avec Raghava Lawrence et Vai Raja Vai deAishwarya R. Dhanush, qui la mettait en vedette dans une apparition spéciale. Ses films suivants incluent les films hindis Running Shaadi.com, aux côtés d'Amit Sadh, et Agra Ka Daabraa d'Amit Roy ainsi qu'un film tamoul dirigé par Selvaraghavan.

### De 2016 jusqu'à présent: carrière à succès à Bollywood

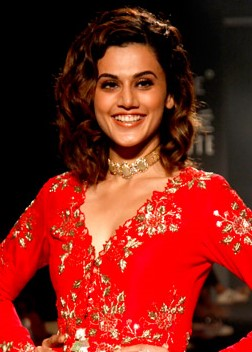
Taapsee Pannu lors de la présentation de Divya Reddy à Lakme Fashion Week en 2017

Taapsee Pannu est apparue aux côtés d'Amitabh Bachchan et de Kirti Kulhari dans le drame judiciaire d'Aniruddha Roy Chowdhury, Pink (2016). Sa performance a été appréciée de la critique et le film a fait 10 millions de dollars de recettes. Il a reçu le National Film Award du meilleur film sur d’autres questions sociales, et la performance de Taapsee Pannu lui valut une nomination pour le Zee Cine Award de la meilleure actrice. 
La première sortie de Taapsee Pannu en 2017 a été la comédie romantique Running Shaadi, suivie du drame de guerre naval The Ghazi Attack, tous deux aux box-office. Elle a ensuite repris son rôle de Shabana Khan dans Naam Shabana - un spin-off de Baby (2015) - avec Akshay Kumar, Anupam Kher, Madhurima Tuli et Manoj Bajpayee. Sur le plan commercial, le film a obtenu de bons résultats et recueilli un total de 8,2 millions de dollars de recettes. Dans sa dernière version de l'année, Taapsee Pannu a collaboré avec David Dhawan dans la comédie d'action Judwaa 2, un reboot de Judwaa (1997). Le film traite de l'histoire de deux frères jumeaux (tous deux interprétés par Varun Dhawan) séparés à leur naissance mais réunis dans leur jeunesse. Taapsee Pannu et Jacqueline Fernandez ont joué les relations des deux personnages incarnés par Dhawan. Avec plus de 29 millions de recettes, Judwaa 2 est apparu comme son plus gros succès commercial. 
En 2018, Taapsee Pannu est apparue dans quatre films, dont le premier fut la comédie romantique Dil Juunglee, où elle joue avec Saqib Saleem. Le film a suscité des critiques négatives et a échoué au box-office. Son prochain film était le drame sportif Soorma, basé sur la vie de la joueuse de hockey Sandeep Singh (incarné par Diljit Dosanjh dans le film), dans lequel elle jouait le rôle de Harpreet, une autre joueuse de hockey ayant une relation avec Singh. Malgré des critiques mitigées, Soorma a été un succès financier avec des revenus supérieurs à 11 millions de dollars. Plus tard cette année-là, Taapsee Pannu a été félicitée par les critiques pour son interprétation d'un avocat dans le drame judiciaire modérément réussi d'Anubhav Sinha, Mulk. Taran Adarsh, de Bollywood Hungama a qualifié sa performance de « fantastique » et a été nommée pour le Filmfare Award de la meilleure actrice (critiques) et le Screen Award de la meilleure actrice (critiques). La dernière apparition de Taapsee Pannu en 2018 était Manmarziyaan, un triangle amoureux situé au Pendjab avec en co-vedette Vicky Kaushal et Abhishek Bachchan. Dirigé par Anurag Kashyap, Manmarziyaan a fait 5,8 millions de dollars de recettes en faisant un succès au box-office. Le film a reçu des critiques positives, avec un éloge particulier pour les performances de Taapsee Pannu. Times of India a qualifié sa performance comme étant la meilleure de sa carrière. Taapsee Pannu a finalement reçu une nomination pour le Screen Award de la meilleure actrice. 
En 2019, Taapsee Pannu a joué le rôle principal dans le thriller à énigme Badla de Sujoy Ghosh, dans le rôle de Naina Sethi, une femme d’affaires faussement accusée du meurtre de son amoureux secret. Le film, qui a marqué sa deuxième collaboration avec Amitabh Bachchan, a été un succès commercial (20 millions de dollars dans le monde). Taapsee Pannu est ensuite revenue à Kollywood après un congé sabbatique de quatre ans en participant au thriller bilingue Game Over. Le film a reçu des critiques positives, mais n'a pas réussi à trouver un large public. Sa sortie suivante fut Mission Mangal, un film sur la mission Mars Orbiter, qui a marqué la première expédition interplanétaire indienne. Elle y figure dans un casting comprenant Akshay Kumar, Vidya Balan, Sonakshi Sinha, Kirti Kulhari et Sharman Joshi, dans ce film dramatique de Jagan Shakti. Taapsee Pannu joue le personnage réel du tireur d’élite Prakashi Tomar dans le drame biographique de Tushar Hiranandani, Saand Ki Aankh.